# Нижньодніпровськ (станція)
Нижньодніпровськ — вантажна станція 2-го класу Дніпровської дирекції Придніпровської залізниці на електрифікованій лінії Запоріжжя-Кам'янське — Нижньодніпровськ-Вузол між станціями Дніпро (5 км) та Нижньодніпровськ-Вузол (5 км). Розташована на лівому березі річки Дніпро в однойменному місті.

## Історія
Станція відкрита 1873 року, як колишня кінцева станція дільниці Синельникове I — Катеринослав під час будівництва приватної Лозово-Севастопольської залізниці. Первинна назва станції — Катеринослав, яка була першою залізничною станцією біля міста Катеринослав.
У 1884 році, під час будівництва головного ходу приватної Катерининської залізниці, споруджена нова станція на правому березі річки Дніпро, що нині має статус головної залізничної станції міста. Згодом станція перетворилась на стикову, а її назву було змінено з Катеринослав на сучасну — Нижньодніпровськ.
У 1958 році станція електрифікована постійним струмом (=3 кВ).

## Пасажирське сполучення

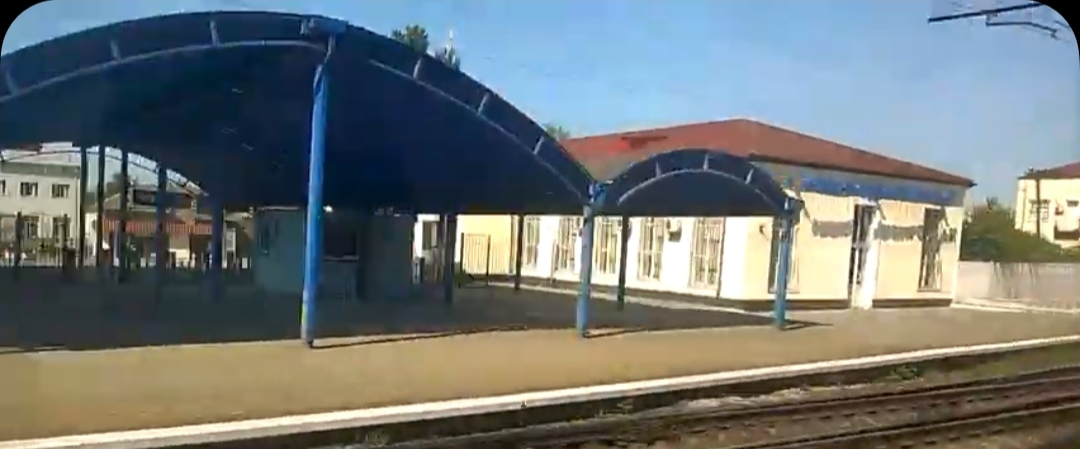
Станція Нижньодніпровськ

На станції Нижньодніпровськ зупиняються приміські поїзди до кінцевих станцій Дніпро-Головний, Берестин, Запоріжжя I , Лозова, Синельникове I, Чаплине.
Поблизу станції Нижньодніпровськ знаходиться кінцева зупинка трамвайного маршруту № 6.